# Korskyrkan, Uppsala

Korskyrkan (Baptistförsamlingen) är en frikyrka i Kapellgärdet, Uppsala med cirka 500 medlemmar, ansluten till Evangeliska Frikyrkan.

## Grund
Kyrkan har en evangelisk, baptistisk, karismatisk och missionärisk grundsyn inom teologi.
Kyrkans församling är självständig men bekänner sig till hela den kristna gemenskapen.
Bibeln är grundnorm för församlingens och enskildas liv. Församlingen står i den evangeliska väckelsetraditionen där omvändelse, Andens utrustning och evangelisation/mission har stor betydelse. Församlingens uppgift är att genom vittnesbörd, gemenskap och tjänst göra evangeliet om Jesus Kristus känt, trott och efterföljt i Uppsala och i hela världen.

## Historik
Korskyrkans församling grundades, då kallad Betaniaförsamlingen, genom det som från början var en bönegrupp med folk från olika församlingar i Uppsala. Folket i bönegruppen kom överens om att bilda en hemförsamling, vilket inträffade år 1934.. Betaniaförsamlingen anslöts till Örebro Missionsförening (ett samfund, senare omnämnd till Evangeliska Frikyrkan) och ledare samt föreståndare blev då Rudolf Österberg. Den första pastorn för församlingen blev, 1938, Ernst Thörnqvist.
Redan innan församlingen blev till hade bönegruppen, som det var från början, offentliga samlingar först i Dövstumslokalen på Timmermansgatan 33 och sedan i Blåbandslokalen på Kungsgatan 33, vilket senare blev församlingens verksamhetscentrum. År 1966 fick församlingen sitt "söndagshem" på S:t Persgatan 26, vilket fick kallas Korskyrkan. 11 år senare, 1977 invigdes Korskyrkan på nytt på Salagatan 17. Sedan 2006 håller Korskyrkan sin verksamhet på Väktargatan 2D i Kvarngärdet. Lokalerna har olika ändamål som konferens, föreläsning, idrott, konsert med mera. Kyrksalen rymmer cirka 300 sittande personer och är utsmyckad av konstnären Stina Wollters konstverk, bland annat med ett uppståndelsekors.

## Verksamhet
Korskyrkan är också på olika sätt aktiv i mission i ett flertal länder: Afghanistan, Kambodja, Japan, Burjatien och Centralafrikanska republiken. I vissa fall ger församlingen ekonomiskt understöd till utvecklingsprojekt och i andra fall stöder dem enskilda individer och familjer som för längre eller kortare period överlåtit sig till att arbeta för att människor i fattiga länder ska få en drägligare tillvaro och få höra evangeliet om Jesus Kristus.

### Club Växa
Club Växa är ungdomsverksamheten i Korskyrkan som arbetar med tonåringar. 
Club har ungdomsmöte varje fredag. Några fredagar i månaden är det fokus på predikan, lovsång och bön och vissa fredagar är det fokus på undervisning och gemenskap.

### Korskyrkans Unga Vuxna
Korskyrkan har en aktiv verksamhet bland ungavuxna och universitet studenter. 

### Samarbeten

#### Akademi för Ledarskap och Teologi
Korskyrkan är en av de åtta bärarförsamlingar för Stockholms-delen av Akademi för Ledarskap och Teologi (ALT).

#### Ge Vidare
Ge Vidare är second hand-butiken som drivs av Korskyrkan, all butikens vinst går till socialt arbete i Uppsala och utomlands. Den är belägen på Bergsbrunnagatan 28 i Boländerna.

#### Kristen Idrottskontakt
Kristen Idrottskontakt (KRIK) i Uppsala, som är till för att låta även idrotten vara en mötesplats bland kristna, har sitt säte och samarbete främst i Korskyrkans idrottshall.

#### Pannkakskyrkan
Pannkakskyrkan är en evangelisationsorganisation som sprider det kristna budskapet genom att bjuda intresserade på gratis pannkakor, i samband får intresserade ta upp frågor och dela saker som man vill ha bön för. Pannkakskyrkans riksorganisation har sitt huvudkontor i Korskyrkan Uppsala.

## Orgel
I kyrkan finns en elorgel av märket Allen med två manualer och pedal.